# Mar de la Reina Victòria
El mar de la Reina Victòria és un cos d'aigua de l'oceà Àrtic, que s'estén des del nord-est de Svalbard fins al nord-oest de la Terra de Francesc Josep. Bona part de l'any es troba cobert de gel. Duu el nom en honor de la reina Victòria del Regne Unit.
Les illes Kvitøya i l'illa Victòria es troben al límit sud d'aquest mar. Al sud hi ha el mar de Barents.